# Christine (film, 1983)
Christine je americký hororový thriller z roku 1983 režiséra Johna Carpentera. Vychází z knižní předlohy amerického spisovatele Stephena Kinga, stejnojmenného románu Christine (v češtině vyšel pod názvem Christina).
Je to příběh o starším automobilu Plymouth Fury 1958 s temnou minulostí a o jeho vlivu na dospívajícího mladíka Arnolda Cunninghama, který jej opraví a nechá se jím podmanit.

## Obsazení
| Keith Gordon       | Arnold "Arnie" Cunningham - John Stockwell jako Dennis Guilder, Arnoldův přítel |
| Alexandra Paul     | Leigh Cabot, Arnoldova dívka                                                    |
| Robert Prosky      | Will Darnell, nájemce garáží                                                    |
| Harry Dean Stanton | detektiv Rudolph "Rudy" Junkins                                                 |
| Christine Belford  | Regina Cunningham, Arnoldova matka                                              |
| Robert Darnell     | Michael Cunningham, Arnoldův otec                                               |
| Roberts Blossom    | George LeBay, muž, jenž Arnoldovi prodal Christinu                              |
| Kelly Prestonová   | Roseanne                                                                        |
| William Ostrander  | Clarence "Buddy" Repperton, vůdce gangu                                         |
| Malcolm Danare     | Peter "Moochie" Welch, člen Buddyho gangu                                       |
| Steven Tash        | Richard "Richie" Trelawney, člen Buddyho gangu                                  |
| Stuart Charno      | Donald "Don" Vandenberg, člen Buddyho gangu                                     |
| David Spielberg    | pan Casey, učitel                                                               |

## Děj
Detroit v roce 1957. Na výrobní lince popojíždí několik světlých automobilů Plymouth Fury model 1958. Je mezi nimi i jeden červenobílý kus. Když jeden z dělníků otevře kapotu motoru a přidrží se rámu, kapota se zavře a poraní mu ruku. Další z mužů si pak vleze dovnitř a o přestávce je nalezen mrtev, udušen. Na sedadle spoluřidiče je popel z doutníku, který tam neopatrně odklepl.
O 21 let později v roce 1978 se Arnold "Arnie" Cunningham (hraje Keith Gordon) se svým přítelem Dennisem Guilderem (hraje John Stockwell) chystá do nové školy. Arnold je trochu podivín, rodiče jej neustále poučují a komandují. Zdánlivě dobrá výchova je ve skutečnosti přísná s vysokými nároky. Arnie má zálibu v automobilech, což jeho rodiče neschvalují. Odjíždí s Dennisem v jeho autě Dodge Charger 500 model 1968 do školy. Tady má hned první den problém s partou Buddy Reppertona (hraje William Ostrand), jenž ho šikanuje. Když se ho zastane Dennis, Buddy vytáhne nůž. Situaci řeší jeden z učitelů a Repperton je vyloučen.

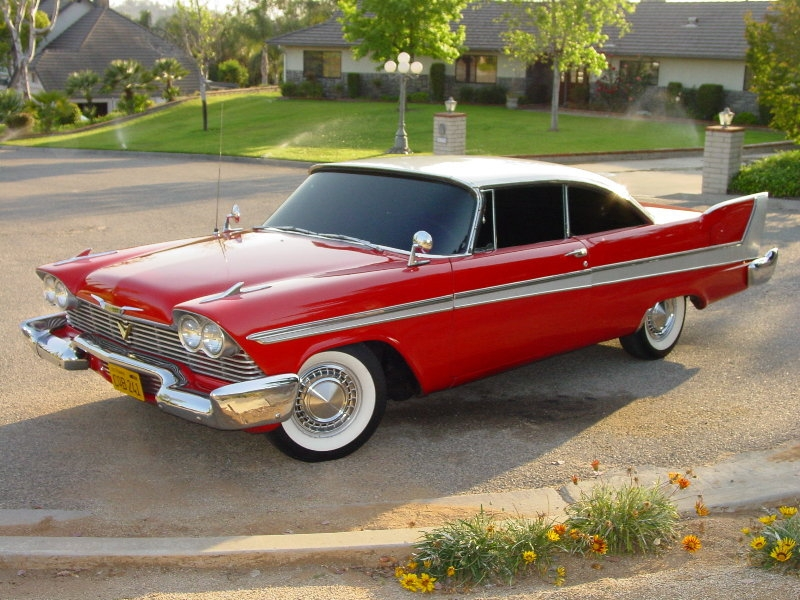
Červenobílý Plymouth Fury 1958.

Arnoldův život se změní v okamžiku, kdy si od starého mládence George LeBaye (hraje Roberts Blossom) koupí za 250 $ rezavý a poničený automobil Plymouth Fury 1958, ačkoli se mu to Dennis snaží rozmluvit. LeBay jim sdělí, že vůz má jméno - Christine. Plymouth má najeto 93 000 mil, přesto je z něj Cunningham nadšen. Nic nedbá na rady svého přítele a okamžitě jej kupuje. Rodiče s jeho koupí rovněž nesouhlasí, zakážou mu parkovat u domu a tak je Arnie nucen pronajmout si lacinou garáž u provozovatele Willa Darnella (hraje Robert Prosky).
Arnold začne automobil ve svém volném čase opravovat. Z neprůbojného a plachého chlapce se pomalu mění v arogantního hulváta. Už se nepodřizuje rodičům. Seznámí se s Leigh (hraje Alexandra Paul), nejobdivovanější dívkou ze školy. Poté, co se Leigh za podivných okolností v autě málem udusí, když jí zaskočí v krku a Christine zamkne dveře, začne mít Leigh podezření, že s autem není něco v pořádku. Myslí si, že Christine žárlí a sdělí Arniemu, že do auta už nesedne. Svěří se se svou domněnkou Dennisi. Ten zajde za Georgem LeBayem a zjistí, že v Christine zemřel jak jeho bratr Ronald, tak i Ronaldova dcera.
Během zápasu v americkém fotbale je Dennis vážně zraněn a je dopraven do nemocnice. Na zápase zaregistruje gang Buddyho Reppertona Arnieho opravené a nablýskané auto. Domluví se, že mu ho rozbijí, Peter "Moochie" Welch (hraje Malcolm Danare) ví, kde jej Cunningham parkuje. Parta vnikne do garáží a Christinu zdemoluje. Když následující den Arnold přemluví Leigh, aby s ním šla něco vyzvednout do auta, je v šoku z toho, co vidí. Měsíce tvrdé práce jsou zničeny. V emocích obviní Leigh, že to je to, co si přála. Ačkoli mu rodiče nabízejí, že mu koupí nový automobil, Arnie pohrdavě odmítne. Je rozhodnut, že si Christinu opraví.
Když pak v garáží obhlíží vrak, zaslechne skřípění kovu. Otočí se a vidí, že motor je zcela nový. Pochopí - poodejde několik kroků a řekne: „Okay...ukaž se mi“. Christine rozsvítí světla a před jeho zrakem se kompletně opraví. Následující noci si Christine (samotná) najde Moochieho a usmrtí jej, přimáčkne ho ke zdi. Arnolda kontaktuje detektiv Rudolph Junkins (hraje Harry Dean Stanton), který jej podezřívá ze smrti Moochieho jako odplatu za zničení Arnoldova Plymouthu. Zároveň se podivuje, že je Christine tak kvalitně opravená (Repperton policii vypověděl, že auto zcela zničili).
Christine pak zlikviduje každého z Buddyho gangu, jednoho po druhém. Pronásleduje Reppertona a jeho kumpány v jejich Chevroletu Camaro k benzinové pumpě, kde najede do Camara i s uvězněným Donem Vandenbergem (hraje Stuart Charno). Z Chevroletu začne téct benzín a Christine jej zapálí. Následuje exploze, která zničí celou benzinovou stanici. Přežije pouze Buddy Repperton, který prchá po silnici pryč. Christine vyjede z ohnivého pekla a celá v plamenech pronásleduje Reppertona. Dostihne jej a přejedo ho, zanechajíc jeho hořící mrtvolu uprostřed silnice. Pak se vrátí do garáží, kde pracuje Will Darnell. Tomu je podezřelé, že se Cunninghamovo auto vrací (navíc celé ohořelé a ještě doutnající) a telefonicky si ověří, že v něm nemůže být Arnold, měl totiž pro něj nějakou práci. S puškou v ruce jde k autu, aby přinutil vystoupit domnělého zloděje. S úžasem zjistí, že uvnitř nikdo není. Sedne si na sedadlo řidiče, čímž udělá osudovou chybu. Christine zapne rádio, zavře dveře a přitlačí sedadlo proti volantu, Darnella tak udusí.
Dennis s Leigh usoudí, že jedinou možností jak zachránit Arnolda je zničit Christinu. Dennis jí řekne, že jde na Silvestra právě k Arniemu a Leigh na něj apeluje, aby byl opatrný. Když odchází od Dennise, všimne si přijíždějícího automobilu a jeho charakteristického zvuku. Schová se opodál a vidí, že Arnold vyzvedává Dennise a společně odjíždí. Během jízdy se Cunningham začne chovat lehkovážně a nevyzpytatelně. Popíjí pivo, najíždí na protijedoucí auta a pouští volant. Vysvětluje Dennisi, co znamená skutečná láska, ten si myslí, že mluví o Leigh. Je částečně překvapen, když zjistí, že mluví o Christině. Dennis si povšimne, že na tachometru je nyní méně než 88 000 najetých mil.
Další den na parkovišti před školou naškrábe Dennis Christině na kapotu vzkaz „dnes u Darnella“ (míněno v jeho garážích) a společně s Leigh tam čekají na její příjezd, hodlají ji zlikvidovat. Dennis poručí Leigh, aby se ukryla v Darnellově kanceláři a až Christine přijede, aby spustila zavírání vrat a Christinu uvěznila uvnitř. Dennis ji pak buldozerem zničí. Nicméně plán nevyjde podle jejich představ, neboť Christina s Arniem už je uvnitř garáží a náhle vyjede zpoza hromady odpadu. Pokusí se zabít Leigh, když však najede do kanceláře, Arnold je vymrštěn čelním sklem ven a smrtelně zraněn kusem skla. Ještě než zemře, stačí svůj milovaný automobil láskyplně pohladit po masce chladiče. Když se zdá, že je po všem, rozlícená Christine opět zaútočí na Leigh. Dennisi se podaří ji poničit, ale Christine se začne opět opravovat. Nakonec ji Dennis kompletně buldozerem rozdrtí.
V závěru Dennis, Leigh a detektiv Junkins stojí na vrakovišti a před nimi leží do kostky slisovaná Christine. Baví se s detektivem o tom, že nedokázali zachránit svého přítele Arnolda, ale Junkins oponuje, že některým lidem není pomoci. Zničehonic začne hlasitě hrát rádio. Není to Christine, jen dělník s kazetovým magnetofonem v ruce, který projde opodál. Leigh poznamená, že nesnáší rock and roll. Film končí v momentě, kdy kamera najíždí na slisovanou kostku. Jeden z trčících kousků plechu se začne hýbat, Christinino vědomí zůstalo nedotčeno.

## Produkce
Románová předloha Christina od Stephena Kinga odhaluje, že vůz byl posedlý zlem svého předchozího majitele Rolanda D. LeBaye, kdežto ve filmu je zlo přítomno v automobilu již od jeho vzniku na výrobní lince v Detroitu.
Jelikož Plymouth Fury 1958 byl pro natáčení drahý (bylo jich vyrobeno 5 303 kusů), mimo něj byly ve filmu použity i jiné automobily americké značky Plymouth - konkrétně typ Savoy a Belvedere. Některé modely Fury byly během natáčení zničeny, nicméně většina byly typy Savoy a Belvedere naaranžované tak, aby se podobaly Fury. Štáb režiséra Johna Carpentera při natáčení zničil 21 Plymouthů Belvedere.

## Soundtrack
Všechny skladby byly napsány a zkomponovány Johnem Carpenterem a Alanem Howarthem.
| Christine: Music from the Motion Picture | Christine: Music from the Motion Picture | Christine: Music from the Motion Picture |
| Pořadí                                   | Název                                    | Délka                                    |
| ---------------------------------------- | ---------------------------------------- | ---------------------------------------- |
| 1.                                       | Arnie's Love Theme                       | 1:15                                     |
| 2.                                       | Obsessed With The Car                    | 2:07                                     |
| 3.                                       | Football Run/Kill Your Kids              | 2:42                                     |
| 4.                                       | The Rape                                 | 1:10                                     |
| 5.                                       | The Discovery                            | 1:30                                     |
| 6.                                       | Show Me                                  | 2:36                                     |
| 7.                                       | Moochie's Death                          | 2:25                                     |
| 8.                                       | Junkins                                  | 3:33                                     |
| 9.                                       | Buddy's Death                            | 1:27                                     |
| 10.                                      | Nobody's Home/Restored                   | 1:44                                     |
| 11.                                      | Car Obsession Reprise                    | 1:53                                     |
| 12.                                      | Christine Attacks (Plymouth Fury)        | 2:30                                     |
| 13.                                      | Talk On The Couch                        | 1:23                                     |
| 14.                                      | Regeneration                             | 1:25                                     |
| 15.                                      | Darnell's Tonight                        | 0:13                                     |
| 16.                                      | Arnie                                    | 1:01                                     |
| 17.                                      | Undented                                 | 1:54                                     |
| 18.                                      | Moochie Mix Four                         | 2:26                                     |
| Celková délka:                           | Celková délka:                           | 33:14                                    |

## Citáty
„Ten chlapec byl přepůlenej, nohy odklidili lopatou.“ (detektiv Junkins o smrti Petera "Moochie" Welche, člena Buddyho gangu) - „Není to přesně to, co se dělá s hovnem? Odklidit ho lopatou?“ (Arnold Cunningham)
„Podívej... možná bychom se mohli spolu dohodnout. Občas tu pomůžeš, vyměníš olej a dáš toaletní papír na záchod a takový drobnosti. Když to uděláš, tak si z toho harampádí tady můžeš vzít, co chceš. A možná z toho i něco kápne.“ (nájemce garáží Will Darnell)
„Budu o tom přemýšlet.“ (Arnold Cunningham)
„Nepřemejšlej o tom dlouho, jinak tě odsud vyrazím.“ (Will Darnell)